# Riserva naturale Monti del Sole
La riserva naturale Monti del Sole è un'area naturale protetta della regione Veneto istituita nel 1975.
Occupa una superficie di 3.034,80 ha nella provincia di Belluno.

## Territorio
L'area protetta abbraccia una ampia porzione dei Monti del Sole, una catena montuosa a carattere tipicamente dolomitico che ricade interamente all'interno del Parco Nazionale delle Dolomiti Bellunesi.

## Fauna
Il reparto carabinieri biodiversità di Belluno cita la presenza di cervo, camoscio, capriolo, volpe, ghiro, scoioattolo, tasso, martora, ermellino e lepre variabile tra i mammiferi. Tra gli uccelli cita aquila reale, tetraonidi, coturnice, gufo reale, allocco, nibbio bruno, civetta capogrosso, astore, picchio muraiolo, merlo acquaiolo e ballerina gialla.